# Zvířetníkové světlo

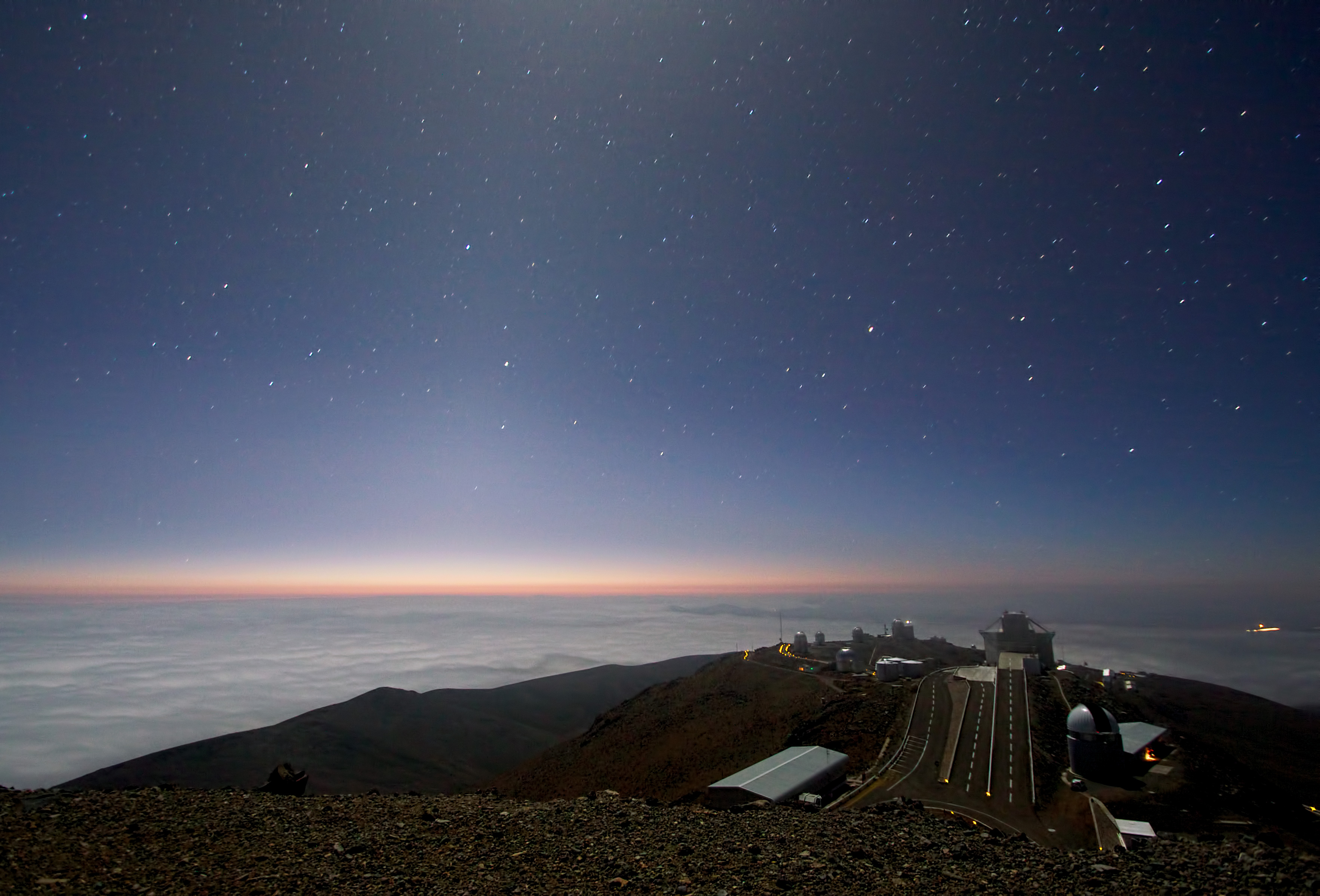
Měsíční a zvířetníkové světlo pozorované z observatoře La Silla

Zvířetníkové světlo je slabá záře, která se vyskytuje na noční obloze kolem ekliptiky. Nejlépe jej lze vidět v období kolem rovnodennosti (na jaře po západu a na podzim před východem Slunce), když je ekliptika skloněna k obzoru o velký úhel. Jev je způsoben rozptylem slunečního světla vesmírným prachem v prachovém oblaku kolem ekliptiky, což zjistil jako první dánský astronom Theodor Brorsen.
Intenzita zvířetníkového světla klesá se vzdáleností od Slunce, ovšem při velmi tmavých nocích (stupeň světelného znečištění 1 nebo 2) je vidět podél celého zvířetníku. Ve skutečnosti pokrývá celou oblohu a způsobuje velkou část celkového záření oblohy za bezměsíčné noci. Obdobný jev – slabá, ale mírně zesilující, oválná záře přesně naproti Slunci – se nazývá protisvit. V něm je zvířetníkové světlo nejsilnější.

## Viditelnost v závislosti na světelném znečištění
V období nejlepší viditelnosti lze slabé zvířetníkové světlo spatřit i na obloze B5; při B4 je zřetelné, ovšem nedosahuje ani do poloviny cesty k zenitu, na obloze B3 je na jaře a na podzim velmi výrazné, zasahuje až přibližně 60° nad obzor a může být slabě vidět jeho barva. Na skutečně tmavé obloze (B2) může vrhat stíny a jeho žluté zbarvení může být výraznější než modrobílá barva, kterou má Mléčná dráha; na místech s přírodně tmavou oblohou (B1) je ještě výraznější a vytváří zřetelný zvířetníkový most, jež se jako prodloužení zvířetníkového světla táhne přes celou oblohu, a protisvit.